# یلوه اکوادوری
یلوه اکوادوری (نام علمی: Rallus aequatorialis) گونه‌ای از پرندگان بر اساس کمیته بین‌المللی پرنده‌شناسی (IOC)، انجمن پرنده‌شناسی آمریکا و فهرست کلمنتز است، اما دیگر سیستم‌های طبقه‌بندی آن را به عنوان زیرگونه‌ای از یلوه ویرجینیایی (R. limicola) در نظر می‌گیرند. این گونه در زیرخانواده Rallinae از تیرهٔ یلوگان (Rallidae)، شامل یلوه‌ها، چنگرهای نوک‌سرخ و کوت‌ها قرار دارد. در کلمبیا، اکوادور و پرو یافت می‌شود.